# ریمینی ریمینی
ریمینی ریمینی (ایتالیایی: Rimini Rimini) یک فیلم کمدی ایتالیایی به کارگردانی سرجو کوربوچی است که در سال ۱۹۸۷ منتشر شد. این فیلم از پنج بخش تشکیل شده‌است که وقایع همگی در شهر ریمینی روی می‌دهد.

## بازیگران
- پائولو ویلاجیو
- سرنا گراندی
- جری کالا
- لائورا آنتونلی
- مونیکا اسکاتینی
- آدریانو پاپالاردو
- سیلوا کوشچینا
- پائولو بوناچلی
- مائوریتسیو میکلی
- ایلیونورا بریلیادوری
- جولیانا کالاندرا
- آرنالدو نینچی
- کامیلو میلی
- آندرئا رونکاتو
- جی‌جی و آندرئا
- جیجی ساماراکی